# وینسنت لاگف
لاگف (نام مستعار وینسنت رویل متولد ۳۰ اکتبر ۱۹۵۹ در مو سنتنیان، سن-ماریتیم) یک طنز پرداز فرانسوی، مجری تلویزیون، خواننده و بازیگر است.